# Nogent-sur-Marne
Nogent-sur-Marne [nɔʒɑ̃ syʁ maʁn] ist eine französische Stadt und Gemeinde mit 32.998 Einwohnern (Stand 1. Januar 2022) im Département Val-de-Marne in der Region Île-de-France; sie ist Verwaltungssitz des Arrondissements Nogent-sur-Marne.
Nogent-sur-Marne liegt im Pariser Becken zwischen Fontenay-sous-Bois im Norden, Le Perreux-sur-Marne im Osten und Joinville-le-Pont und Champigny-sur-Marne im Süden, am Ufer der Marne und am Ostrand des Bois de Vincennes, grenzt somit direkt an Paris. Bis zum Ende des 19. Jahrhunderts gehörte zur Stadt Nogent noch die heutige Nachbarstadt Le Perreux.

## Stadtteile
- Beauté Baltard
- Le Bois-Porte de Nogent
- Nogent Village
- Plaisance
- Le Port sous la Lune
- Les Viselets
- Les Maréchaux

## Geschichte
Gregor von Tours berichtete 581 von einem Novigentum als bevorzugter Residenz des Merowingerkönigs Chilperich I. Dabei bleibt die Herkunft des Ortsnamens unklar.
Im Mittelalter bestanden in Nogent eine Reihe von Domänen:
- Das Château de Plaisance (13. Jahrhundert), dessen einziger Rest sich auf dem Gelände des heutigen Krankenhauses in der Rue de Plaisance 30 befindet.
- Das Château de Beauté-sur-Marne (14. Jahrhundert), das König Karl VII. seiner Mätresse Agnès Sorel schenkte und das 1626 von Kardinal Richelieu abgerissen wurde.

Am 14. Mai 1912 wurden die beiden letzten Mitglieder der Bonnot-Bande Valet und Garnier mit einem großen Aufgebot an Polizei und Militär in Nogent-sur-Marne gefasst.
1921 wurde das evangelische Institut Biblique Nogent-sur-Marne vom Pastor Ruben Saillens (1855–1942) und seiner Frau Jeanne gegründet. Seither haben fast 2000 Personen an dieser Ausbildungsstätte studiert. Einer der bekanntesten Lehrer war der evangelische Pastor Jules-Marcel Nicole (1907–1997).

## Bevölkerungsentwicklung
- 1792: 01.198
- 1820: 01.170
- 1851: 02.104
- 1881: 09.491
- 1911: 14.051
- 1936: 21.056
- 1946: 21.547
- 1962: 24.501
- 1990: 25.248
- 1999: 28.191
- 2006: 30.632
- 2011: 31.795

ab 1962 nur Einwohner mit Erstwohnsitz

## Sehenswürdigkeiten

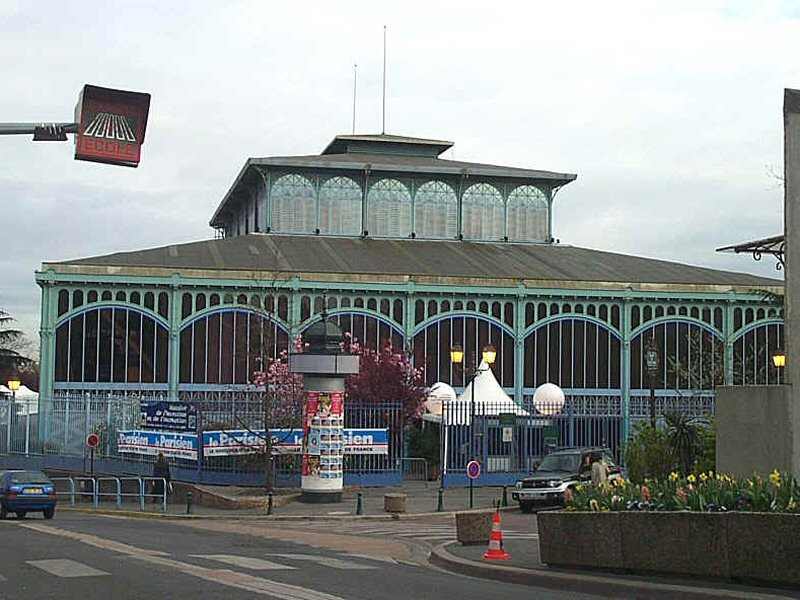
Pavillon Baltard

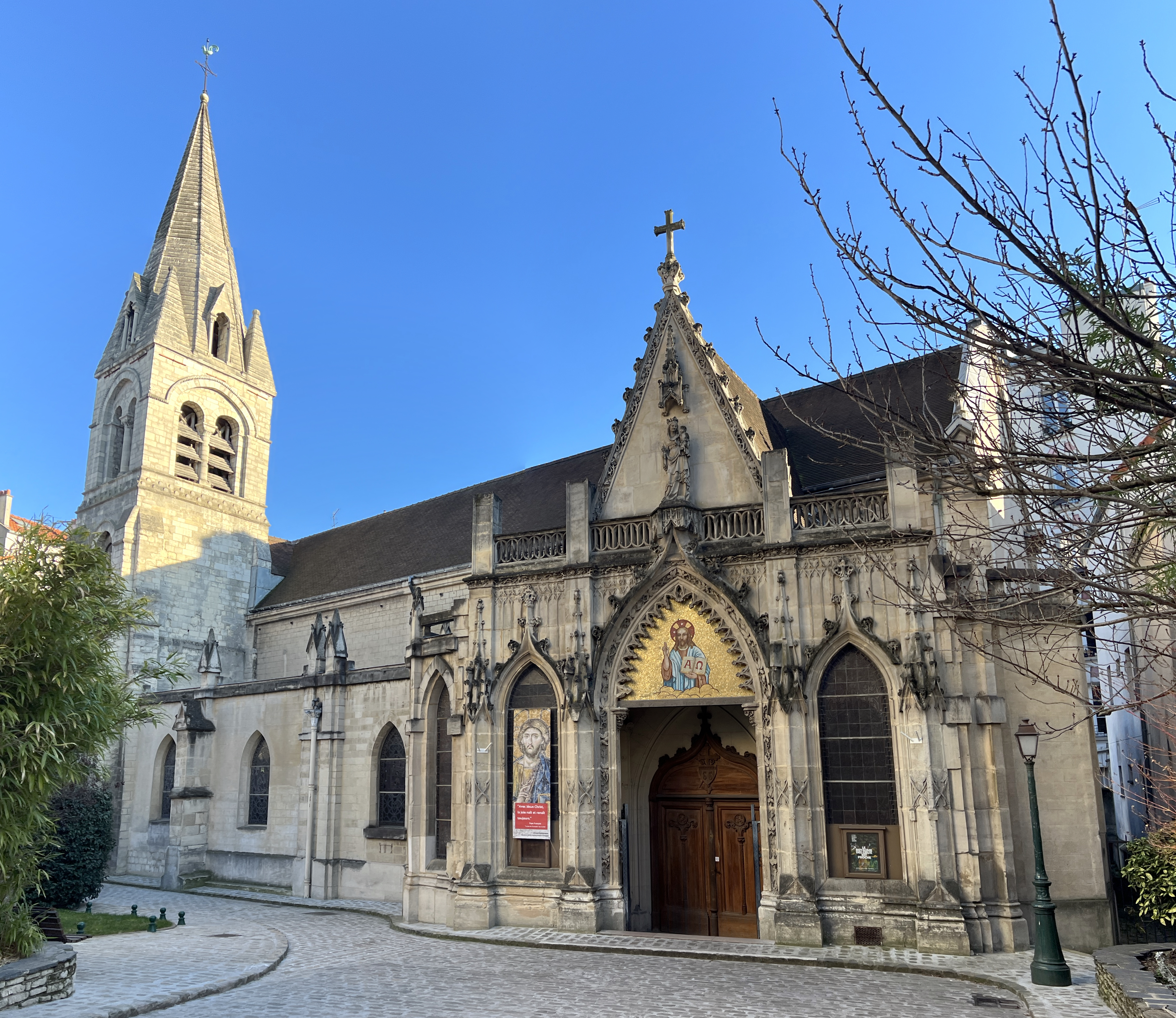
Kirche Saint Saturnin

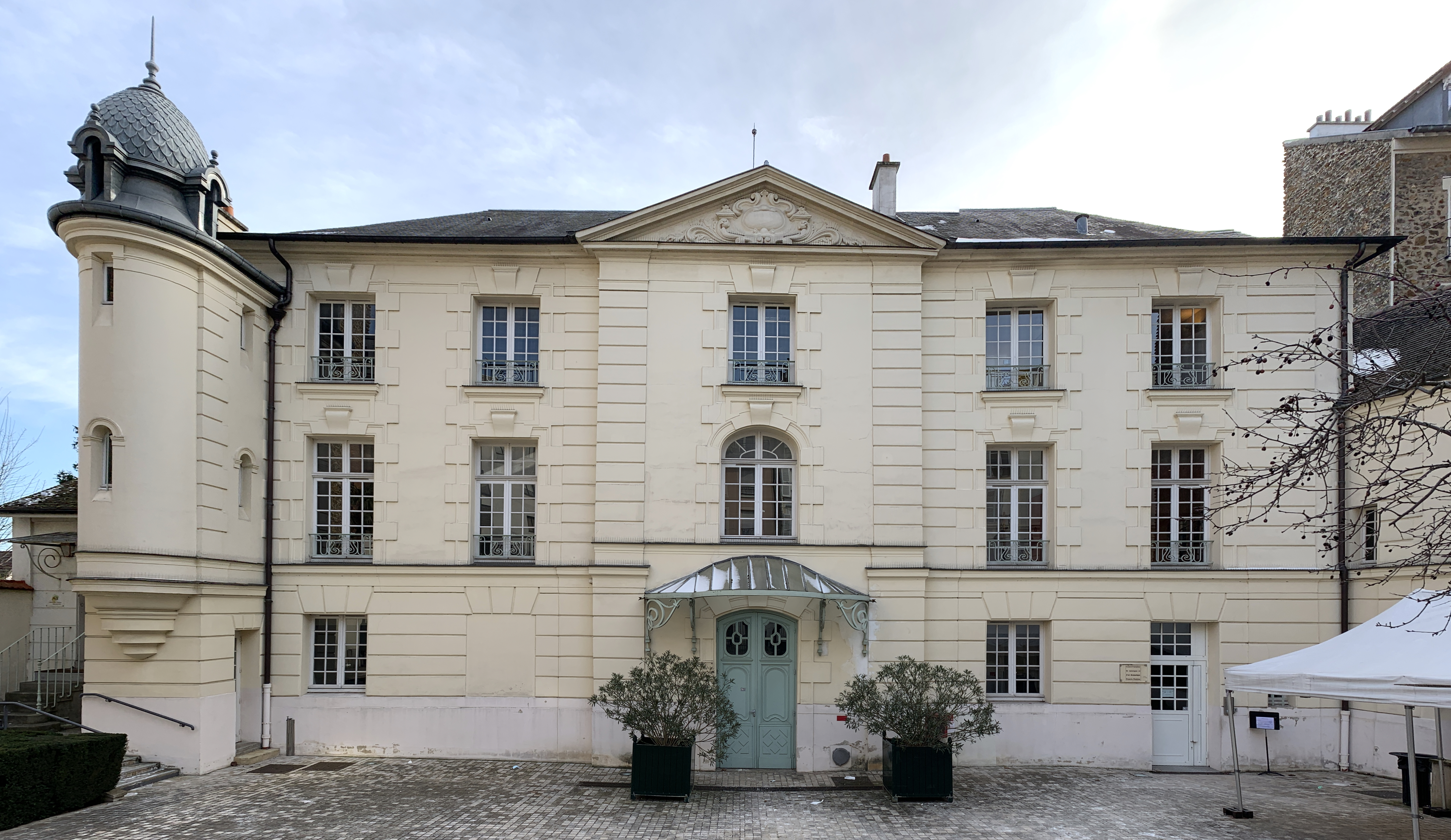
Hôtel des Coignard

- Pavillon Baltard von Victor Baltard, ehemaliger Geflügel-Pavillon der Pariser Hallen, 1977 in Nogent aufgebaut
- Kirche Saint Saturnin aus dem 12. Jahrhundert
- Hôtel des Coignard, erbaut im 17. Jahrhundert

## Persönlichkeiten
- Antoine Watteau (1684–1721), Maler des französischen Rokoko
- Jean-Baptiste le Rond d’Alembert (1717–1783), Mathematiker, Physiker und Philosoph der Aufklärung
- Nicolas Frochot (1761–1828), Präfekt des Départements Seine
- Jean-Baptiste Philibert Vaillant (1790–1872), Marschall von Frankreich und Kriegsminister
- Louis Massignon (1883–1962), Orientalist
- Michel-Marie Poulain (1906–1991), Künstlerin
- Paul Girol (1911–1989), Maler
- Paul Fouchet (1913–2008), Diplomat
- Maurice Boitel (1919–2007), Maler
- Daniel du Janerand (1919–1990), Maler und Illustrator
- François Cavanna (1923–2014), Schriftsteller
- Louis Vuillermoz (1923–2016), Maler
- Jean-Jacques Guissart (1927–2008), Ruderer
- Pierre Oster (1933–2020), Dichter, Lektor und Herausgeber
- Jean Giraud (1938–2012), Comiczeichner
- Agnès Nègre (* 1947), Kostümbildnerin
- Olivier Schwartz (* 1963), Comiczeichner
- Philippe Louviot (* 1964), Radrennfahrer
- Thierry Escaich (* 1965), Komponist, Organist und Hochschullehrer
- Luis Marques (* 1967), Autorennfahrer
- Mamadi Berthe (* 1983), französisch-malischer Fußballspieler
- Cindy Billaud (* 1986), Leichtathletin
- Arno Cost (* 1986), DJ und Musikproduzent
- Maxime Vachier-Lagrave (* 1990), Schachspieler
- Mélissa Gomes (* 1994), französisch-portugiesische Fußballspielerin
- Gwendoline Daudet (* 1998), Shorttrackerin
- Kevin Fortes (* 1998), American-Football-Spieler
- Siriné Doucouré (* 2002), Fußballspieler
- Séléna Janicijevic (* 2002), Tennisspielerin
- Timo Legout (* 2002), Tennisspieler
- Sarah Kassi (* 2003), französisch-marokkanische Fußballspielerin

## Städtepartnerschaften
- Yverdon-les-Bains, Schweiz
- Siegburg, Deutschland
- Val Nure, Italien
- Castiglione dei Pepoli, Italien
- Nazaré, Portugal
- Bolesławiec, Polen